# شيخة رمادية
الشيخة الرمادية  أو جرجير الجبل أو القراعي أو جرجير (باللاتينية: Senecio glaucus) نوع نباتي يتبع جنس الشيخة من الفصيلة النجمية.

## وصف
ويسمى هذا النبات أيضاً «جرجار» (أنظر جرجار للمعانى الأخر للكلمة) إذ ورد في كتاب النبات لأَبو حنيفة: الجَرْجارُ: عُشْبَةٌ لها زَهْرَةٌ صفراء. (للتنويه فأنه يطلق اسم جرجار على نبات آخر هو فجل الخيل) ويصل طولها إلى 24 سم، أوراقها مستطيلة وقمتها صفراء اللون، أزهارها شعاعية طويلة تحيط بأزهار أنبوبية.

## الموئل والانتشار
يتكاثر النبات في المناطق الصحراوية الجافة وينتشر في مناطق الوطن العربي المتوسطية وتركيا والقوقاز وإسبانيا.

## مرادفات للاسم العلمي
- (باللاتينية: Senecio joppensis Dinsm.)
- (باللاتينية: Senecio coronopifolius)